# Катутау
Катутау — горы в Кербулакском районе Алматинской области Казахстана, на территории национального парка «Алтын-Эмель».Также были образованы в результате извержения двух вулканов

## География
Горы Катутау (в переводе «суровые горы») находятся в восточной части государственного национального природного парка «Алтын-Эмель». Высшая точка Катутау достигает высоты 1720 м. Горы сформированы застывшей лавой двух больших вулканов, когда-то активно действующих в этих краях. Подтверждением вулканической деятельности, стали находки остатков грязевых вулканов в прилегающей к горам местности. Породы гор относятся к пермскому периоду по преимуществу это лавы, туфовые породы, риолиты, андезиты, дациты, диабазы, базальты. Местами они прорываются пермскими и триасовыми интрузиями гранитов, диоритов, габбро. Бомбово-пепловые и лавовые потоки и покровы перемежаются друг с другом и имеют различные мощности, иногда достигая 100 м. В юго-восточных предгорьях Катутау расположены нагорья, названные Тигровыми горами из-за окраски глин, которые слагают эти горы. Порода очень хрупкая, и под воздействием водной и ветровой эрозии из нее сформировались причудливые фигуры.

## Галерея

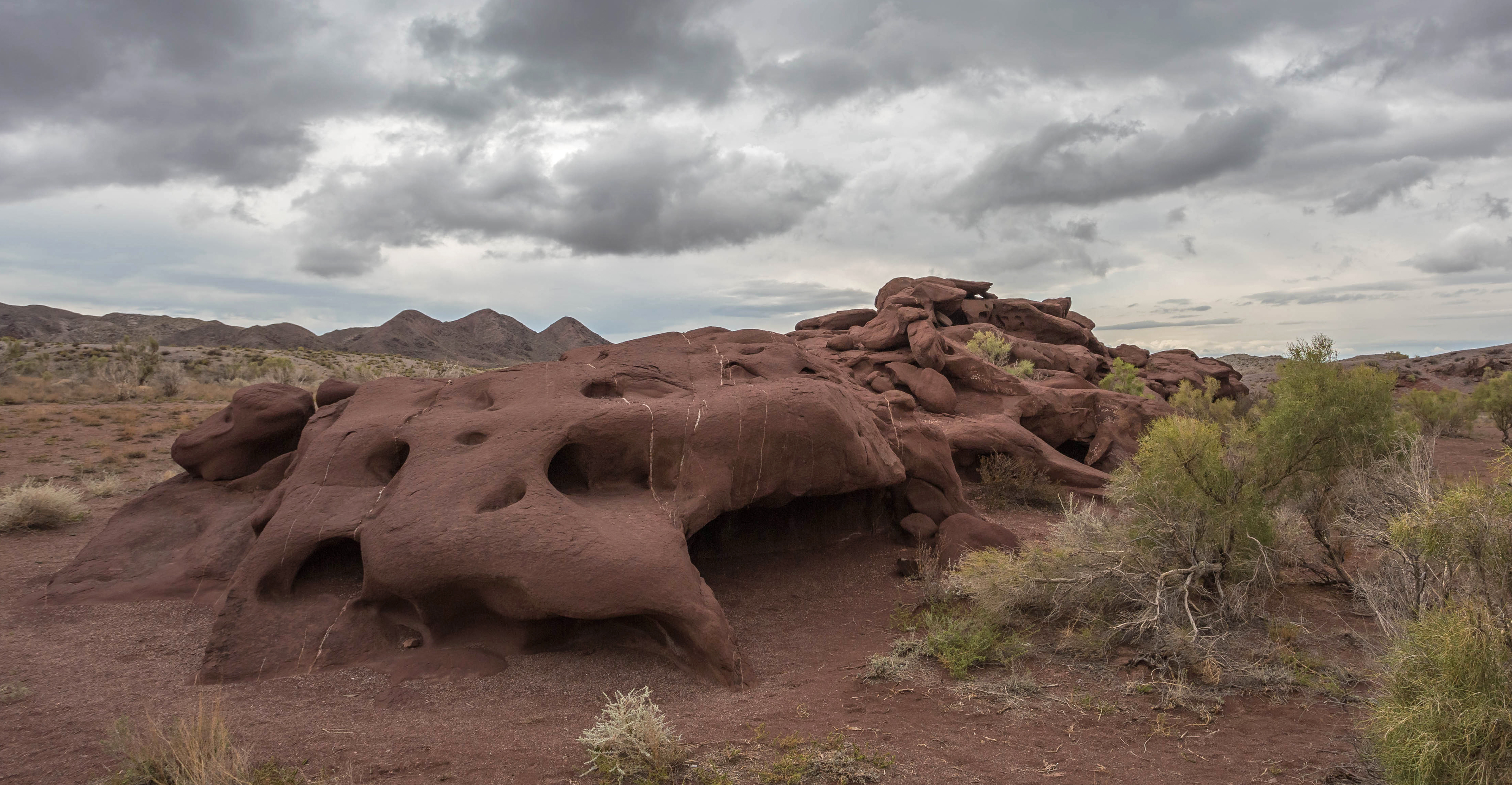
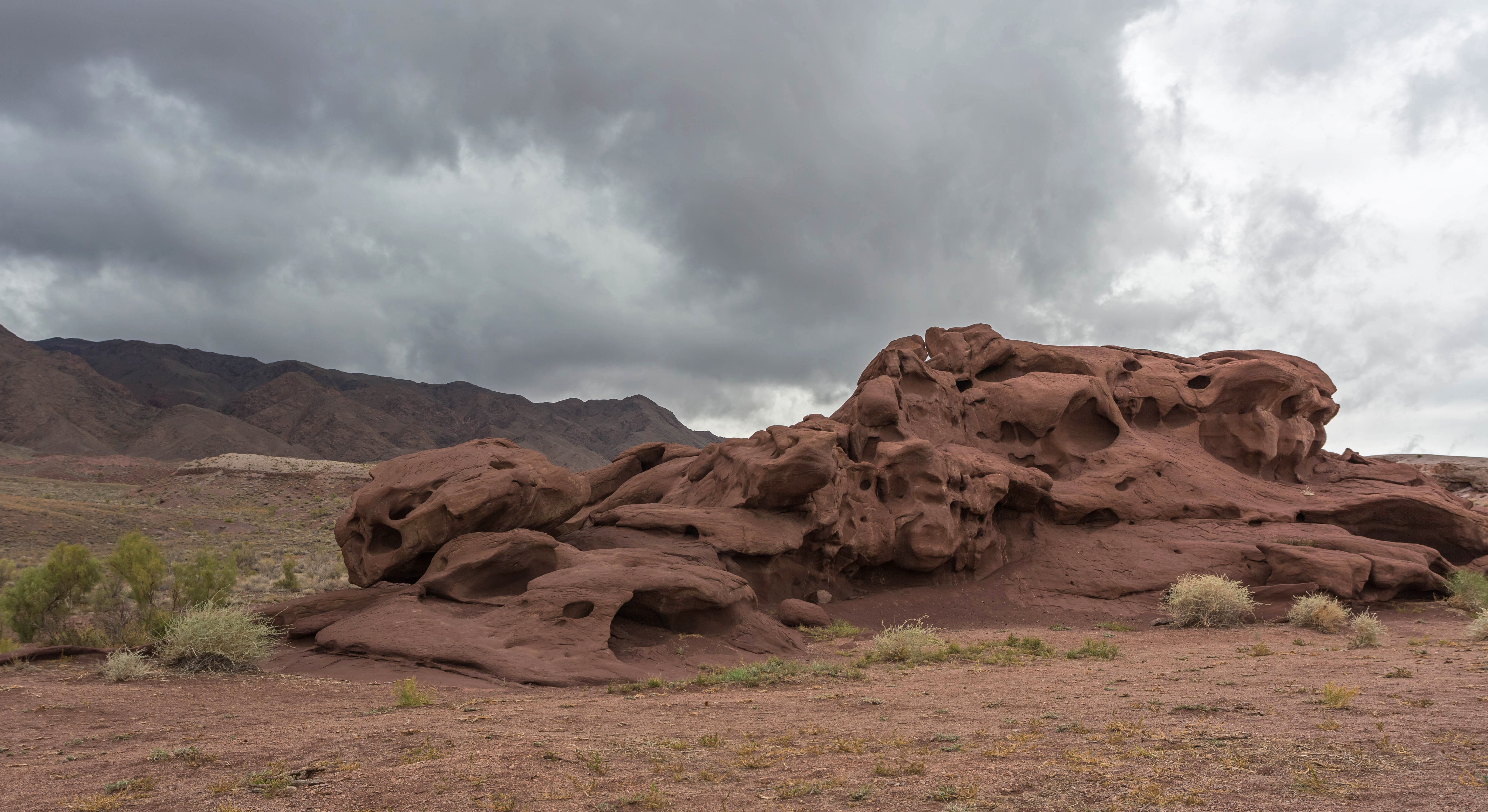
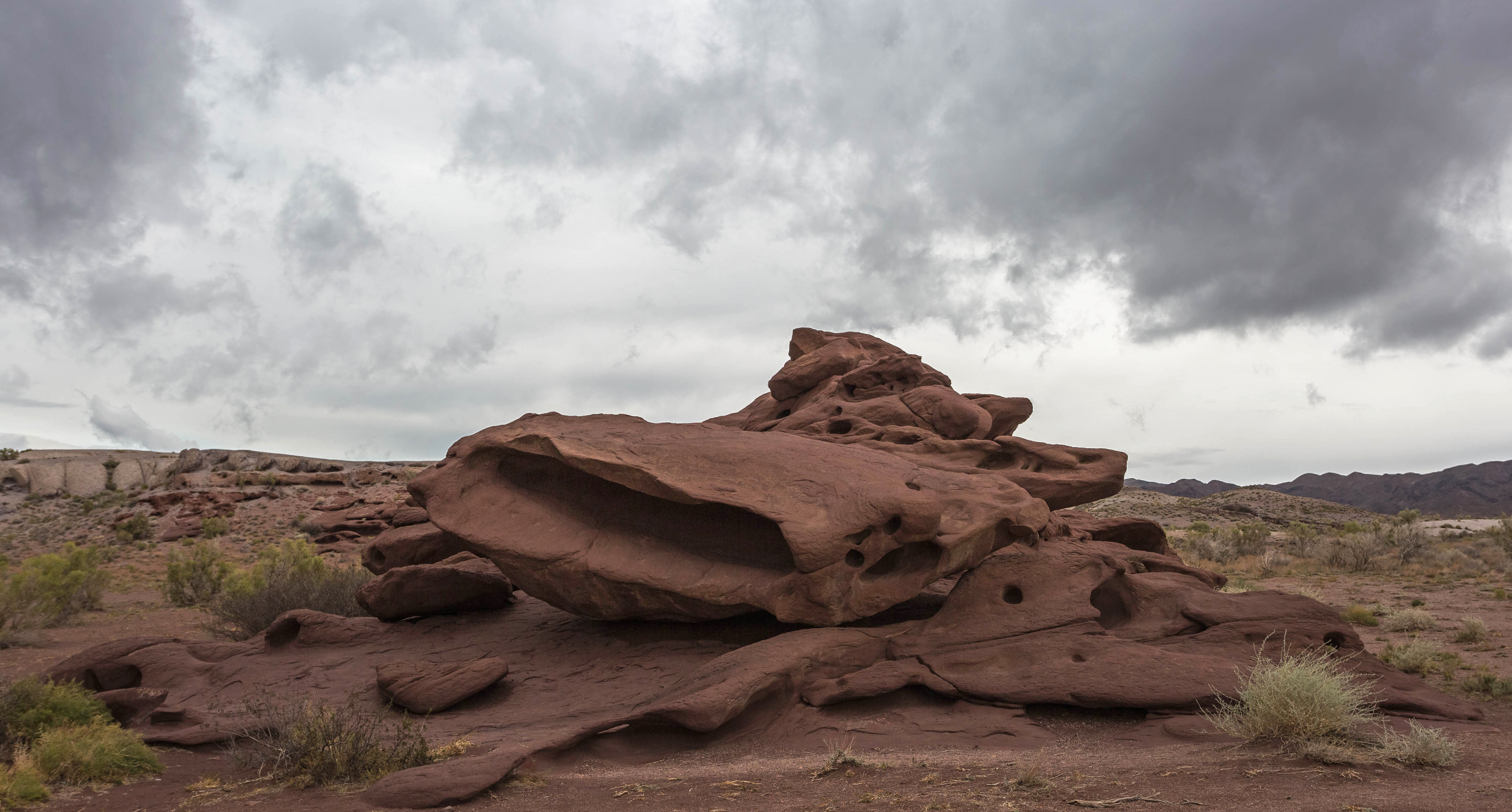
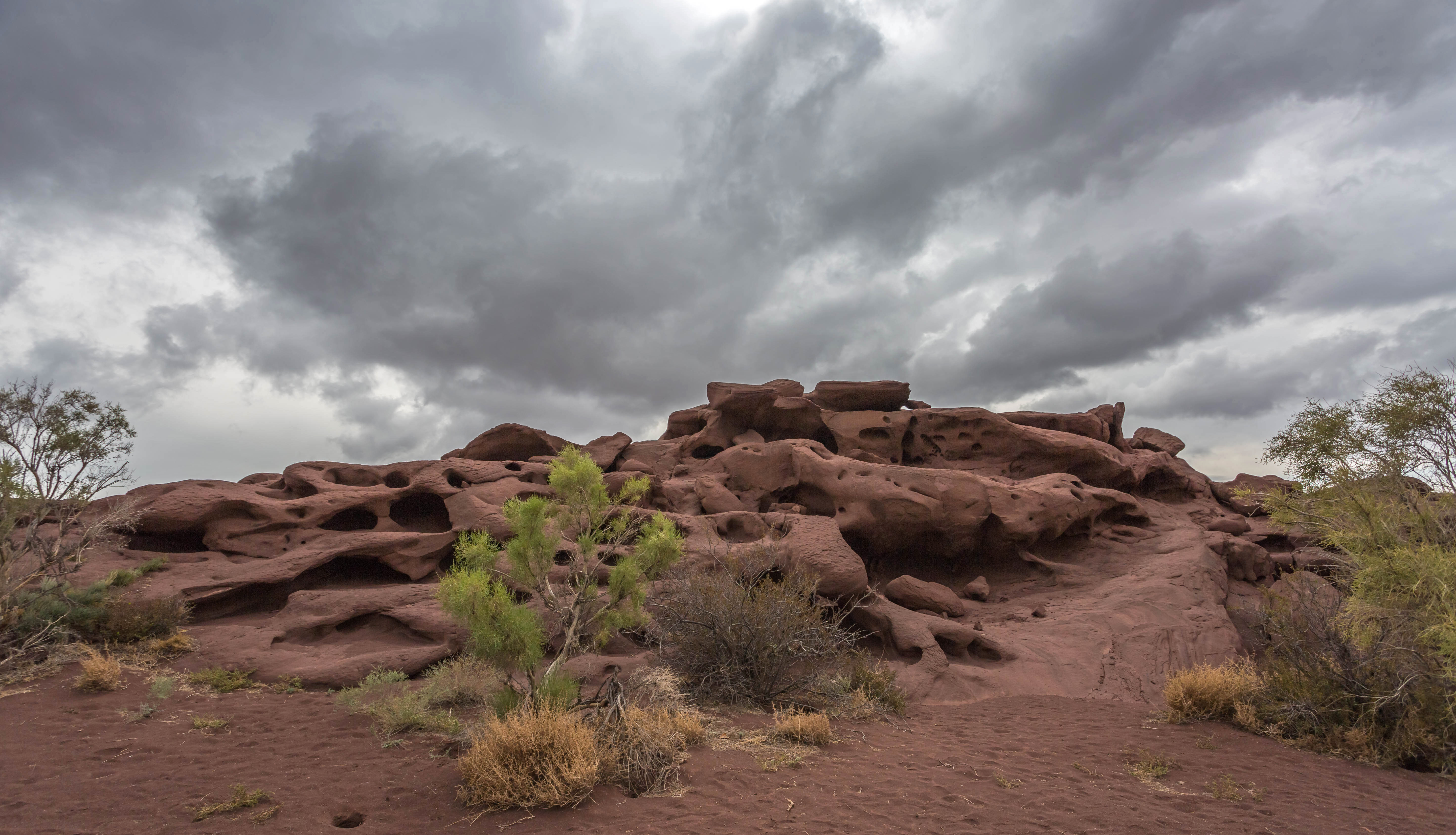
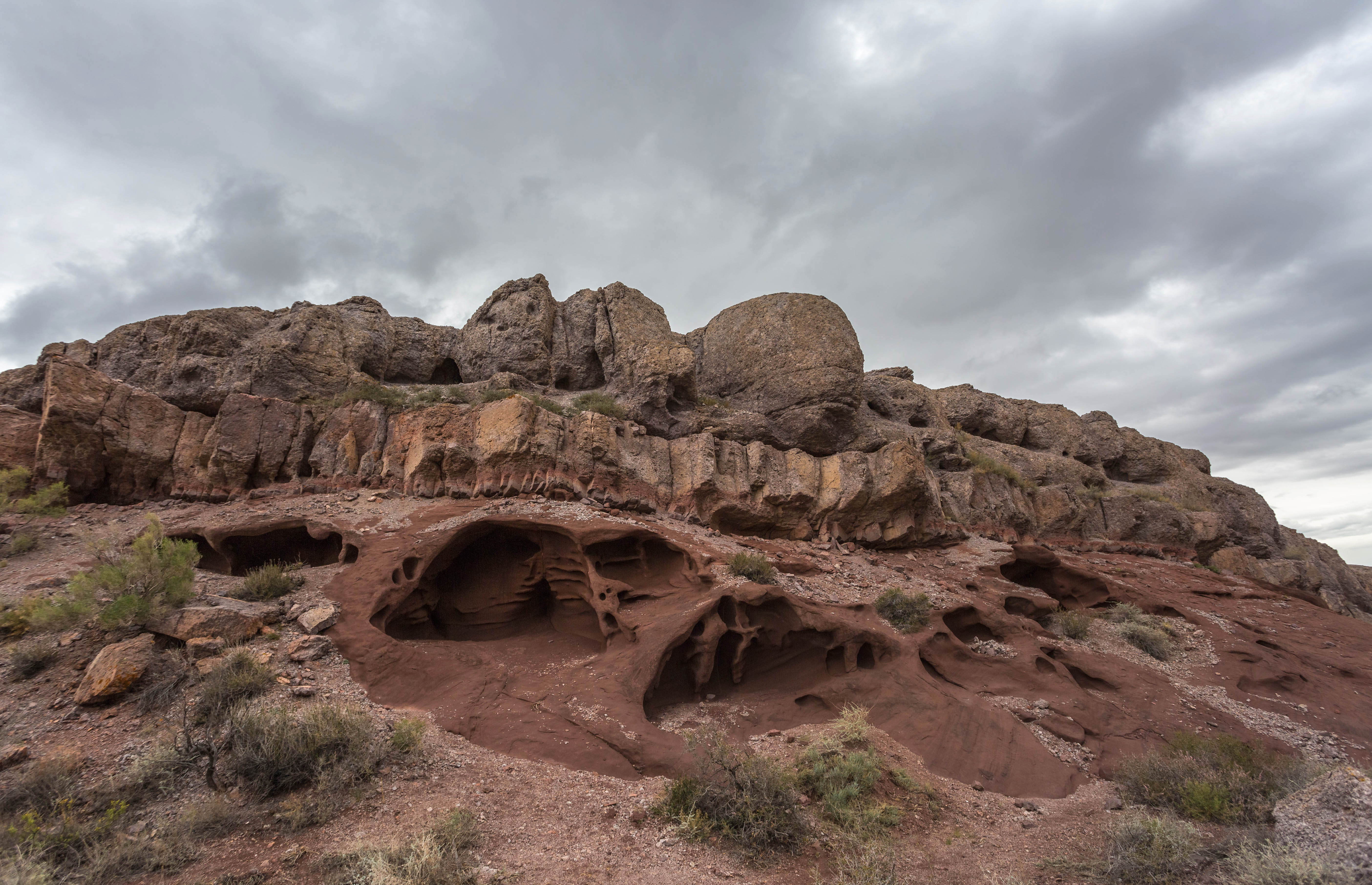